# Campeonato Mundial de Halterofilia de 1974
El XLVIII Campeonato Mundial de Halterofilia se celebró en Manila (Filipinas) entre el 21 y el 29 de septiembre de 1974 bajo la organización de la Federación Internacional de Halterofilia (IWF) y la Asociación Filipina de Halterofilia.
En el evento participaron 143 halterófilos de 32 federaciones nacionales afiliadas a la IWF.

## Medallistas
| Evento  | Oro                               | Plata                                | Bronce                         |
| ------- | --------------------------------- | ------------------------------------ | ------------------------------ |
| 52 kg   | Mohamad Nasiri Irán 232,5         | György Kőszegi · Hungría · 230,0     | Takeshi Horikoshi Japón 227,5  |
| 56 kg   | Atanas Kirov Bulgaria 255,0       | Leszek Skorupa · Polonia · 250,0     | Jiro Hosotani Japón 245,0      |
| 60 kg   | Gueorgui Todorov Bulgaria 280,0   | Nikolai Kolesnikov URSS 277,5        | Norair Nurikian Bulgaria 277,5 |
| 67,5 kg | Piotr Korol URSS 305,0            | Zbigniew Kaczmarek · Polonia · 302,5 | Nasrollah Dehnavi Irán 295,0   |
| 75 kg   | Nedelcho Kolev Bulgaria 335,0     | Rumen Rusev Bulgaria 332,5           | Peter Wenzel RDA 322,5         |
| 82,5 kg | Trendafil Stoichev Bulgaria 350,0 | Leif Jenssen · Noruega · 350,0       | Rolf Milser RFA 347,5          |
| 90 kg   | David Rigert URSS 387,5           | Serguei Poltoratski URSS 367,5       | Peter Petzold RDA 355,0        |
| 110 kg  | Valeri Ustiuzhin URSS 380,0       | Jürgen Ciezki RDA 377,5              | Yuri Zaitsev URSS 367,5        |
| +110 kg | Vasili Alexeyev URSS 425,0        | Serge Reding · Bélgica · 390,0       | Jürgen Heuser RDA 382,5        |

1. 1 2 3  Arrancada (kg) + dos tiempos (kg) = total olímpico (kg).

## Medallero
| Núm. | País     | Oro | Plata | Bronce | Total |
| ---- | -------- | --- | ----- | ------ | ----- |
| 1    | URSS     | 4   | 2     | 1      | 7     |
| 2    | Bulgaria | 4   | 1     | 1      | 6     |
| 3    | Irán     | 1   | 0     | 1      | 2     |
| 4    | Polonia  | 0   | 2     | 0      | 2     |
| 5    | RDA      | 0   | 1     | 3      | 4     |
| 6    | Bélgica  | 0   | 1     | 0      | 1     |
| 6    | Hungría  | 0   | 1     | 0      | 1     |
| 6    | Noruega  | 0   | 1     | 0      | 1     |
| 9    | Japón    | 0   | 0     | 2      | 2     |
| 10   | RFA      | 0   | 0     | 1      | 1     |
|      | TOTAL    | 9   | 9     | 9      | 27    |